# Comuna Sali, Zadar
Sali este o comună în cantonul Zadar, Croația, având o populație de 1.698 de locuitori (2011).

## Demografie
Componența etnică a comunei Sali
     Croați (97,53%)
     Necunoscut (0,06%)
     Neclasificat (2%)
Componența confesională a comunei Sali
     Catolici (95,23%)
     Fără religie și atei (1,41%)
     Ortodocși (1%)
     Necunoscută (0,88%)
     Alte religii (1,47%)
Conform recensământului din 2011, comuna Sali avea 1.698 de locuitori. Din punct de vedere etnic, majoritatea locuitorilor (97,53%) erau croați. Apartenența etnică nu este cunoscută în cazul a 0,06% din locuitori. Din punct de vedere confesional, majoritatea locuitorilor (95,23%) erau catolici, existând și minorități de persoane fără religie și atei (1,41%) și ortodocși (1,0%). Pentru 0,88% din locuitori nu este cunoscută apartenența confesională.